# イェヴドキヤ・オージナ
イェヴドキヤ・アンドレーヴナ・オージナ（ロシア語: Евдокия Андреевна Ожина、1918年8月21日 - 2006年10月19日）はソビエト連邦の女性菓子職人。ロシア風菓子を製造販売していた日本のパルナス製菓（大阪府、2002年廃業）に技術指導を行った。

## 経歴
1918年、モスクワで出生。訓練学校卒業後の1932年、モスクワの国営ボルシェビーク製菓工場（旧A・スィウ&K社、現モンデリーズロシア非公開株式会社ボルシェビークビスケット工場）に入り、トルテ・ケーキ製造職場（現ヴェンスキー・ツェフ非公開株式会社）のケーキ職人となった。十月革命前のA・スィウ&K社時代からケーキづくりに携わっていた熟練職長、ピョートル・ヤコブレヴィチ・フォーキン（Петр Яковлевич Фокин）の指導を受けて造形や芸術的描画について学び、国家重要行事のケーキ製造を担当する同職場の特別注文研究室に配属された。
第二次世界大戦中は同工場で生産していたクラッカーやビスケット、軍向けチョコレートなどの製造に従事。戦後、同工場がヨーロッパ最大の菓子工場に成長する中、ケーキ職人としての技術水準の高さが認められ、ヨシフ・スターリン、ニキータ・フルシチョフ、レオニード・ブレジネフら歴代指導者向けのケーキ製造を担当。英国女王エリザベス2世、ベルギー王ボードゥアン1世にもケーキを献呈した。
1971年4月26日のソビエト連邦最高会議幹部会議長布告により、ボルシェビーク製菓工場の「食糧産業発展のための5カ年計画」早期達成に多大な貢献をした功績で社会主義労働英雄鎌と槌金星章およびレーニン勲章を受章した。1970年代にはロシア風菓子を製造販売していた大阪府豊中市のパルナス製菓の招きで2度訪日し、ロシア風ケーキ製造の技術指導を行った。パルナス製菓はこれを記念してCMソング「オージナケーキの歌」をつくり、自社ケーキのテレビCMで用いた。
1980年にボルシェビーク製菓工場を退職し引退。その後もモスクワ市内で暮らし、2006年10月19日、88歳で死去した。墓所はペレペーチンスキー墓地（Перепечинское кладбище、モスクワ州ソルネチノゴールスク管区）にある。

## 受賞歴
- 社会主義労働英雄（1971年）
- レーニン勲章（1966年、1971年）